# Selwyn College (Cambridge)

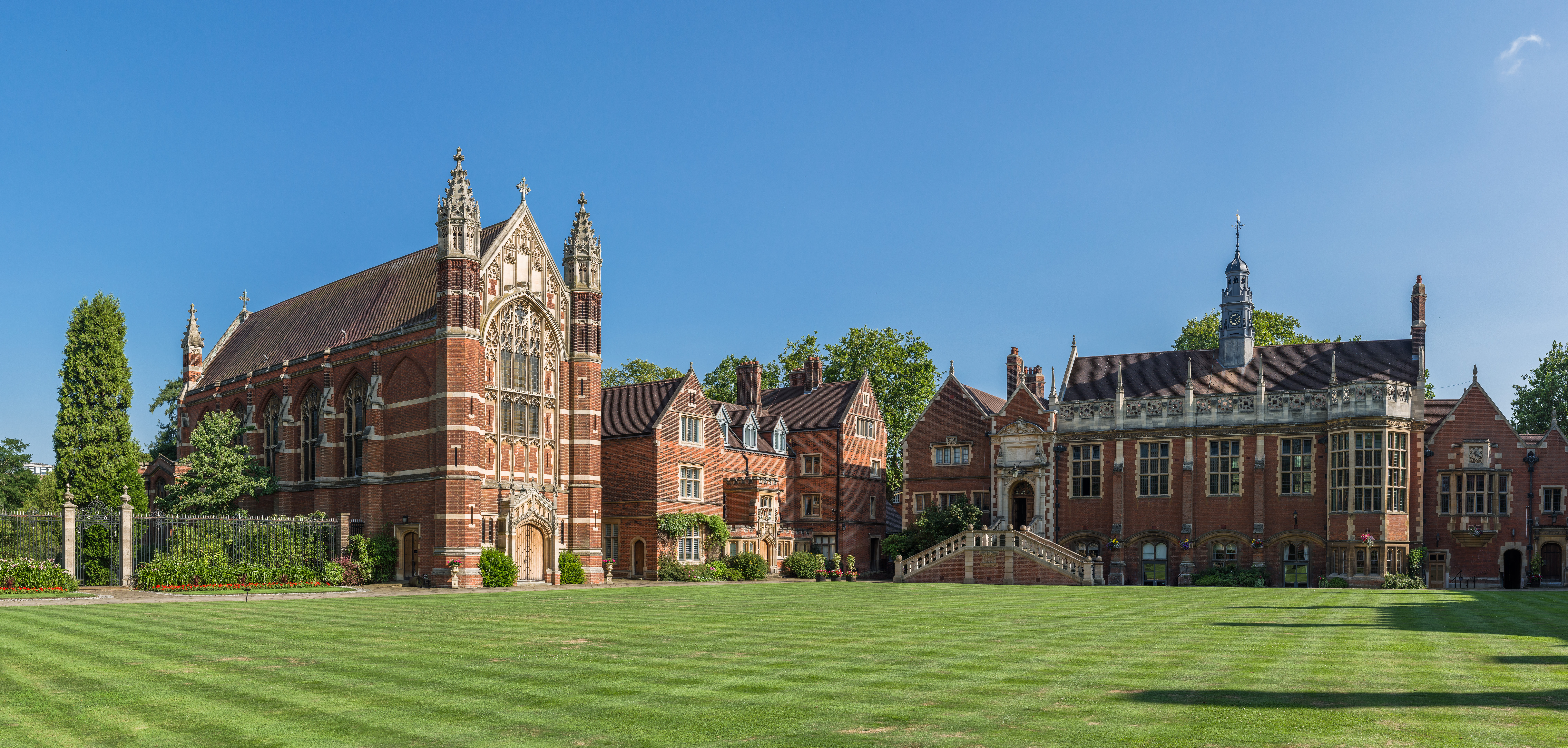
Selwyn College, Old Court

Das Selwyn College ist ein College der Universität Cambridge. Es wurde 1882 gegründet und nach dem ersten anglikanischen Bischof von Neuseeland, George Augustus Selwyn, benannt. Es befindet sich im westlichen Teil von Cambridge und ist direkt an der Sidgwick Site gelegen. Das College selbst ist im viktorianischen Stil erbaut worden und bekannt für seinen Chor.

## Zahlen zu den Studierenden
Im Dezember 2022 waren 750 Studierende am Selwyn College eingeschrieben. Davon strebten 443 (59,1 %) ihren ersten Studienabschluss an, sie waren also undergraduates. 307 (40,9 %) arbeiteten auf einen weiteren Abschluss hin, sie waren postgraduates. 2020 waren es 713 Studierende gewesen, davon 278 im weiterführenden Studium, 2021 insgesamt 768.

## Persönlichkeiten
Der Theologe Owen Chadwick (1916–2015) war von 1956 bis 1983 Leiter (master) des Colleges.

### Absolventen
- Hugh Laurie (* 1959), Schauspieler und Autor, BSc 1982

### Ehrenprofessuren
Ehrenprofessuren des Colleges wurden unter anderem verliehen an:
- John Gummer, Baron Deben (* 1939), Politiker, Vorsitzender des Committee on Climate Change
- Richard Harries, Baron Harries of Pentregarth (* 1936), zwischen 1987 und 2006 Bischof von Oxford
- Robert Harris (* 1957), Journalist, Schriftsteller, Sachbuchautor
- Tom Hollander (* 1967), Schauspieler
- Hugh Laurie (* 1959), Schauspieler und Autor, BSc 1982, Ehrenprofessur 2012
- John Sentamu (* 1949), Erzbischof von York, Primas von England
- Ruth J. Simmons (* 1945), Romanistin, Hochschullehrerin, Universitätspräsidentin
- Peter Wall (* 1955), General, Chef des Generalstabes der British Army
- Sophie Wilson (* 1957), Informatikerin und Computer-Architektin